# Palazzo Aliprandini Laifenthurn
Palazzo Aliprandini Laifenthurn, noto anche come Toresela o Castello della Rosa, è un edificio medievale situato nell'abitato di Livo in provincia di Trento.

## Storia
Il palazzo, che oggi si presenta come un edificio a quattro piani, risale all'XI secolo nella sua fase di costruzione originaria, ma è stato oggetto di diversi rifacimenti fino al XVIII secolo.
Commissionato dalla famiglia Aliprandini, restò di loro proprietà fino al XIX secolo quando passò alle famiglie Bondi e Zanotelli. Negli anni '80 del '900 è stato acquisito dal comune di Livo e oggi ospita gli uffici municipali e alcuni eventi culturali.
Il nucleo più antico del palazzo, del quale restano scarsissimi resti, è costituito da una torre quadrangolare costruita nell'XI secolo.
A questo primo corpo di fabbrica si aggiunsero, a partire dal XIII secolo, una torretta difensiva a sud e nel XVI secolo una seconda torre difensiva.
Nei secoli XVII e XVIII al palazzo vennero aggregati altri corpi di fabbrica che andarono a modificare l'aspetto del palazzo trasformandolo da baluardo difensivo a confortevole villa-palazzo.